# Sphex ingens
Sphex ingens är en biart som beskrevs av Frederick Smith 1856.
Sphex ingens ingår i släktet Sphex och familjen grävsteklar. Inga underarter finns listade i Catalogue of Life.